# Luigi Coletti
Luigi Coletti (Treviso, 10 febbraio 1886 – Treviso, 10 settembre 1961) è stato uno storico dell'arte e critico d'arte italiano, conservatore del Museo e della Pinacoteca civica di Treviso, figura di spicco nell'ambiente culturale trevigiano della sua epoca.

## Biografia
Entrato in contatto fin dai tempi del ginnasio-liceo con i più illustri eruditi locali (quali Luigi Bailo e Augusto Serena), dopo aver conseguito la laurea in Giurisprudenza presso l'Università di Padova, continuò nella sua inclinazione di studioso e di critico d'arte.
Combatté da volontario la prima guerra mondiale meritando la medaglia d'argento al valor militare.
Nel 1919 sposò la marchesa Eugenia Campanari.
Cattolico convinto, aderì al fascismo fin dal suo sorgere e ne rappresentò le tendenze in ambito culturale. Nel 1932 successe all'abate Bailo quale conservatore del Museo e della Pinacoteca civica di Treviso, dei quali promosse, con chiaro e razionale metodo storico, un importante riordino. A lui si deve la costituzione del Museo della casa trevigiana a Casa da Noal. Partecipò ai dibattiti concernenti il patrimonio storico e artistico della città, sostenendo fermamente la necessità di valorizzare le mura di fra' Giocondo, la loggia dei Cavalieri e la chiesa di San Francesco, facendosi inoltre promotore assieme all'amico Giuseppe Fiocco dell'acquisto per la Biblioteca comunale dei preziosi manoscritto di Gustavo Bampo.
Una serie di importanti pubblicazioni gli aprì la carriera accademica: fu prima libero docente di Storia dell'arte presso l'Università di Padova, successe quindi a Roberto Longhi nella cattedra all'Università di Bologna; nel 1939 vinse la cattedra a Pisa, già di Matteo Marangoni. Nel 1946 accettò di trasferirsi a Trieste, dove venne in seguito eletto preside della facoltà di Lettere. Cessò la docenza attiva nel 1957.
Fu promotore e presidente degli "Amici dei monumenti" a difesa e illustrazione del patrimonio artistico trevigiano. Colpito in seguito da una sorta di damnatio memoriae per la sua convinta adesione al fascismo, nel 1998 fu pienamente riscattato da un convegno celebrato in sua memoria a Treviso, i cui atti comparvero l'anno seguente, sotto l'egida della Fondazione Mazzotti, a cura di Antonio Diano.
I più importanti scritti sulla storia e sui beni storici e artistici di Treviso sono certamente il volume Treviso (Bergamo 1926) e il monumentale Catalogo delle cose d'arte e di antichità di Treviso (Roma 1935).
La sua attività di critico d'arte si concretizzò soprattutto nei tre volumi dedicati ai Primitivi: Dall'arte benedettina a Giotto (1941), I Senesi e i Giotteschi (1946) e I Padani (1947), opere che lo posero tra i più eminenti medievalisti italiani.

## Opere
- Tomaso da Modena, Treviso, 1933
- Tintoretto, 1940
- Lotto, 1953
- Pisanello, 1954
- Giorgione, 1955
- Cima da Conegliano, 1959